# Hearts of Iron III
Hearts of Iron III is een grand strategy ontwikkeld door Paradox Development Studio. Het spel is uitgegeven door Paradox Interactive en kwam in 2009 uit voor OS X en Windows. De versie voor OS X is geporteerd door Virtual Programming. Het is het vervolg op Hearts of Iron II en is het derde spel in de Hearts of Iron-serie.